# Proboscina
Proboscina is een geslacht van mosdiertjes uit de familie van de Oncousoeciidae en de orde Cyclostomatida.

## Soorten
- Proboscina boryi (Audouin, 1826)
- Proboscina coapta Canu & Bassler, 1929
- Proboscina divergens (Waters, 1904)
- Proboscina fecunda Kluge, 1962
- Proboscina fragilis Moyano, 1991
- Proboscina gracilis Kluge, 1962
- Proboscina incrassata Smitt, 1867
- Proboscina japonica Okada, 1923
- Proboscina lamellifera Canu & Bassler, 1930
- Proboscina robusta Canu & Bassler, 1928
- Proboscina sigmata Osburn, 1953
- Proboscina tubigera (d'Orbigny, 1853)

- Proboscina latifolia d'Orbigny, 1853 (taxon inquirendum)

Niet geaccepteerde soorten:
- Proboscina floridana (Canu & Bassler, 1928) → Microeciella floridana (Canu & Bassler, 1928)
- Proboscina lamourouxii Audouin, 1826 → Proboscina boryi (Audouin, 1826)
- Proboscina major (Johnston, 1847) → Annectocyma major (Johnston, 1847)
- Proboscina sertularioides Audouin, 1826 → Crisia sertularioides (Audouin, 1826)